# Herald Sun Tour (vrouwen)
De Herald Sun Tour was een meerdaagse wielerwedstrijd die in februari wordt verreden in de staat Victoria, Australië. De wedstrijd werd van 2018 tot 2020 georganiseerd voor de vrouwen.

## Geschiedenis
Van 2018-2020 was het een UCI Women Elite koers. In 2018 en 2019 werd de koers als de Womens Herald Sun Tour met een 2.2 classificatie verreden. In 2020 werd de sponsornaam Lexus of Blackburn Womens Herald Sun Tour gebezigd en kreeg de koers een 2.1 classificatie. De koers verdween het seizoen erop nadat verschillende pogingen om opnieuw te starten de volgende seizoenen mislukte.

## Erelijst
| Jaar | AE | TA    | Winnaar        | Tweede               | Derde          |
| ---- | -- | ----- | -------------- | -------------------- | -------------- |
| 2018 | 02 | 125,1 | Brodie Chapman | Annemiek van Vleuten | Chloe Hosking  |
| 2019 | 02 | 189,4 | Lucy Kennedy   | Amanda Spratt        | Brodie Chapman |
| 2020 | 02 | 136,8 | Lucy Kennedy   | Jaime Gunning        | Arlenis Sierra |

## Overwinningen per land
| Overwinningen | Land      |
| ------------- | --------- |
| 3             | Australië |

Mannen:
1952 · 
1953 · 
1954 · 
1955 · 
1956 · 
1957 · 
1958 · 
1959 · 
1960 · 
1961 · 
1962 · 
1963 · 
1964 · 
1965 · 
1966 · 
1967 · 
1968 · 
1969 · 
1970 · 
1971 · 
1972 · 
1973 · 
1974 · 
1975 · 
1976 · 
1977 · 
1978 · 
1979 · 
1980 · 
1981 · 
1982 · 
1983 · 
1984 · 
1985 · 
1986 · 
1987 · 
1988 · 
1989 · 
1990 · 
1991 · 
1992 · 
1993 · 
1994 · 
1995 · 
1996 · 
1997 · 
1998 · 
1999 · 
2000 · 
2001 · 
2002 · 
2003 · 
2004 · 
2005 · 
2006 · 
2007 · 
2008 · 
2009 · 
2010 · 
2011 · 
2012 · 
2013 ·
2014 ·
2015 ·
2016 ·
2017 ·
2018 ·
2019 ·
2020
Vrouwen:
2018 ·
2019 ·
2020